# 忍原崩
忍原崩是尼子晴久與毛利元就為爭奪石見銀山所發起的其中一場戰事，最終尼子軍獲勝，此戰又稱新原崩。

## 過程
為奪取位於石見國的石見銀山，趁著大內家因陶晴賢弒主產生混亂，尼子晴久在弘治元年（1555年）聯合豪族小笠原長雄一舉攻奪了石見銀山，因此在隔年，同樣覬覦石見銀山的毛利元就也對石見伸手，策反了尼子家安排護衛銀山的山吹城守將刺賀長信，親自帶兵攻打護衛銀山的另一處據點龜谷城。
當時正發兵備前國的尼子晴久迅速轉向，發兵兩萬五千救援龜谷城。尼子晴久在忍原與毛利軍分隊宍戶隆家的七千兵馬展開激戰，尼子晴久的士兵有部分登上附近的山峰用落石攻擊毛利軍，使宍戸隆家一時陣腳混亂，龜谷城的城兵同時殺出城外跟尼子晴久呼應，毛利軍死傷數百後，宍戸隆家敗走，敗軍波及毛利元就和吉川元春的部隊，被尼子晴久伺機追殺擊潰。
在毛利軍撤退後，尼子晴久一鼓作氣將山吹城包圍，反叛尼子家的刺賀長信在彈盡援絕後自盡，戰後尼子晴久把山吹城委給猛將本城常光鎮守，在這回的石見銀山爭奪中以尼子家的勝利告終。

## 戰後
為確保石見銀山不失，尼子晴久在出雲國、石見國邊境的刺賀岩山城派遣直臣多胡辰敬防守、鰐走城派遣牛尾久清駐紮，籠絡溫泉津一帶的豪族溫泉英永，鞏固石見銀山的防守陣線。
毛利元就對石見銀山也沒死心，在永祿元年（1558年）再度出兵爭奪。